# フランシス・クーパー (第7代クーパー伯爵)
第7代クーパー伯爵フランシス・トーマス・ド・グレイ・クーパー （Francis Thomas de Grey Cowper, 7th Earl Cowper,KG PC DL、1834年6月11日– 1905年7月18日）は、イギリスの貴族。1837年から1856年までフォーディッチ子爵の儀礼称号を称した。自由党の政治家として活動したほか、 1880年から1882年までアイルランド総督を務めた。 

## 生涯
第6代クーパー伯爵ジョージ・クーパーと第7代ルーカス女男爵アン・フロレンス・ド・グレイ(Anne Florence De Grey,1806年6月8日 - 1880年7月23/25日、第2代ド・グレイ伯爵トーマス・ド・グレイの娘)の息子として生まれた。ハーロー校を経て、オックスフォード大学に学んだ。 
彼は1852年にヨークシャー軽騎兵連隊付の少尉に任官した。 1855年には、父よりケント州副統監に任命された。  
1856年に父親の死去に伴って、クーパー伯爵の爵位を継承したと同時に、貴族院に列した。1861年よりその死まで、ベドフォードシャー州統監を務める。 
その後は自由党の政治家として活動し、1871年には グラッドストン内閣の儀仗衛士隊隊長(兼貴族院与党院内幹事)に任じられたほか、同年より枢密顧問官も兼任した。さらに、第2次グラッドストン内閣下の1880年から1882年までアイルランド総督を務めた。また、1865年にはガーター勲章を叙勲されている。 
彼は襲爵後に、自身がオーモンド・オソーリィ伯爵バトラー家の女系子孫であるため、バトラー家がかつて保持したバトラー男爵及びディンゴール卿の爵位について爵位回復の請願を行った。その結果、1871年位両爵位を回復している。 
さらに1871年には母方の爵位であるルーカス男爵も併せて相続した。
1905年に71歳で没した。彼には子がなかったため、クーパー伯爵とその従属爵位、及びナッソー・ドーヴァーカーク侯爵は廃絶、バトラー男爵位は彼の姉妹間で優劣がつかなかったため停止(Abeyant)となった。 
一方、ディンゴール卿位とルーカス男爵位に関しては1907年に遠縁のオベロン・ハーバートへの継承が確定した。

## 家族
1870年10月25日に、カトリーン・セシリア・コンプトン(Katrine Cecilia Compton,1845年7月26日 - 1913年3月23日,第4代ノーサンプトン侯爵ウィリアム・コンプトンの娘)と結婚したが、夫妻に子はなかった。 

## 爵位
1856年4月15日に父の死去に伴って、以下の爵位を継承した。 

### イギリス爵位
- 第7代クーパー伯爵(7th Earl Cowper)
(1718年3月20日の勅許状によるグレートブリテン貴族爵位)
- 第7代フォーディッチ子爵(7th Viscount Fordwich)
(1718年3月20日の勅許状によるグレートブリテン貴族爵位)
- 第7代ケント州ウィンガムのクーパー男爵(7th Baron Cowper, of Wingam in the County of Kent)
(1706年12月14日の勅許状によるイングランド貴族爵位)

### 海外爵位
- ナッソー・ドーヴァーカーク侯爵(Prince of Nassau d'Auverquerque)
(1778年1月31日創設の神聖ローマ帝国貴族爵位)

1871年8月15日に、以下のイギリス爵位を回復した。
- 第3代ハートフォード州ムーアパークの,ムーアパークのバトラー男爵(3rd Baron Butler of Moore Park, of Moore Park in the County of Hertford)
(1666年9月14日の勅許状によるイングランド貴族爵位)[9]
- 第4代ディンゴール卿(4th Lord Dingwall)
(1609年6月8日の勅許状によるスコットランド貴族爵位)

1880年7月23/25日に母の死去に伴って、以下のイギリス爵位を継承した。
- 第8代ウィルトシャー州クラッドウェルのクラッドウェルのルーカス男爵(8th Baron Lucas of Crudwell, of Crudwell in the County of Wiltshire)
(1663年5月6日の勅許状によるイングランド貴族爵位)